# Multicopter

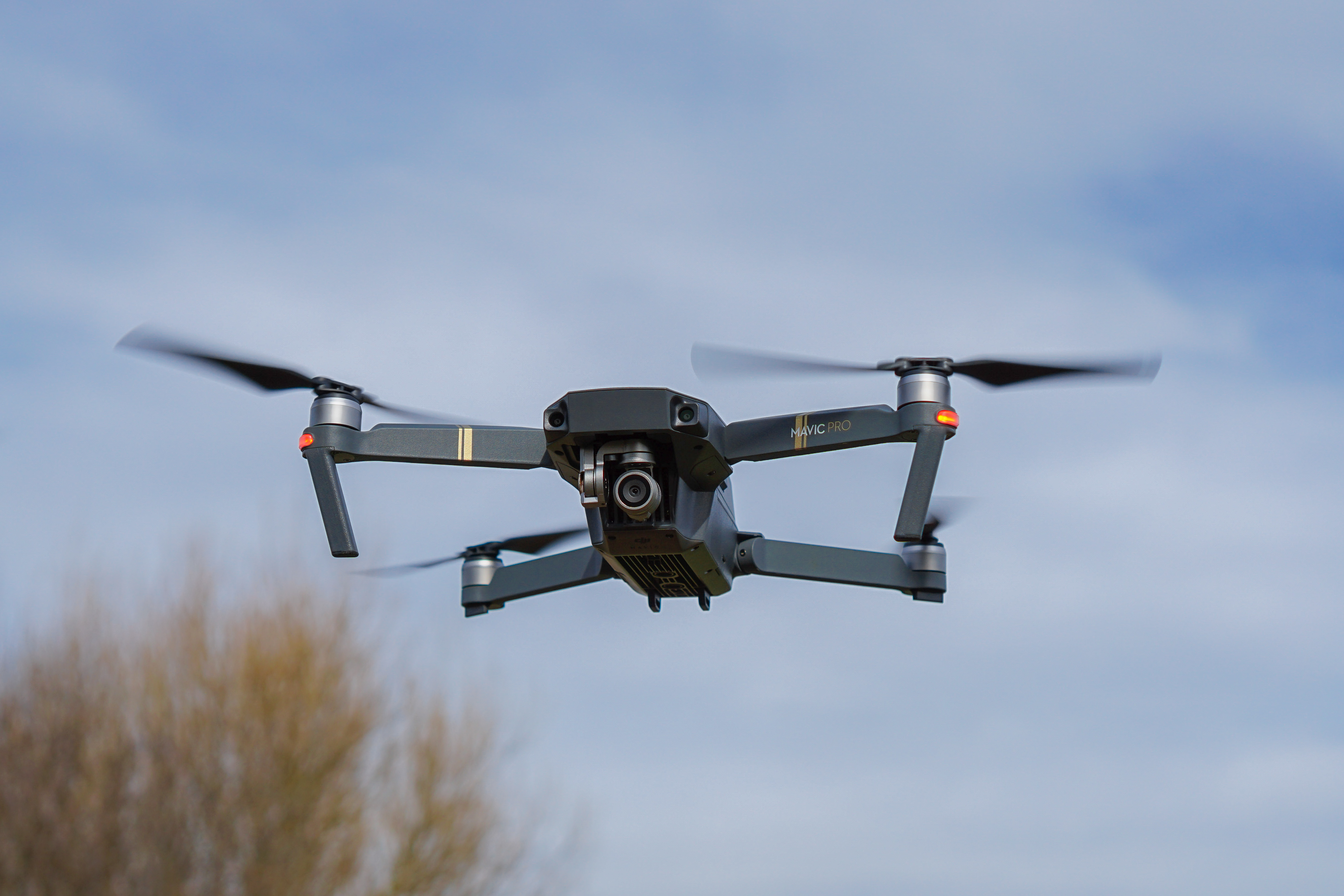
DJI Mavic Pro im Flug

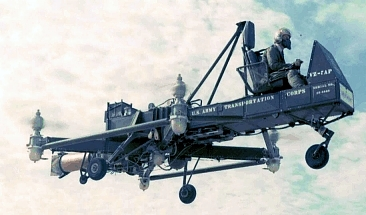
„Flying-Jeep“ Curtiss-Wright VZ-7 von 1958

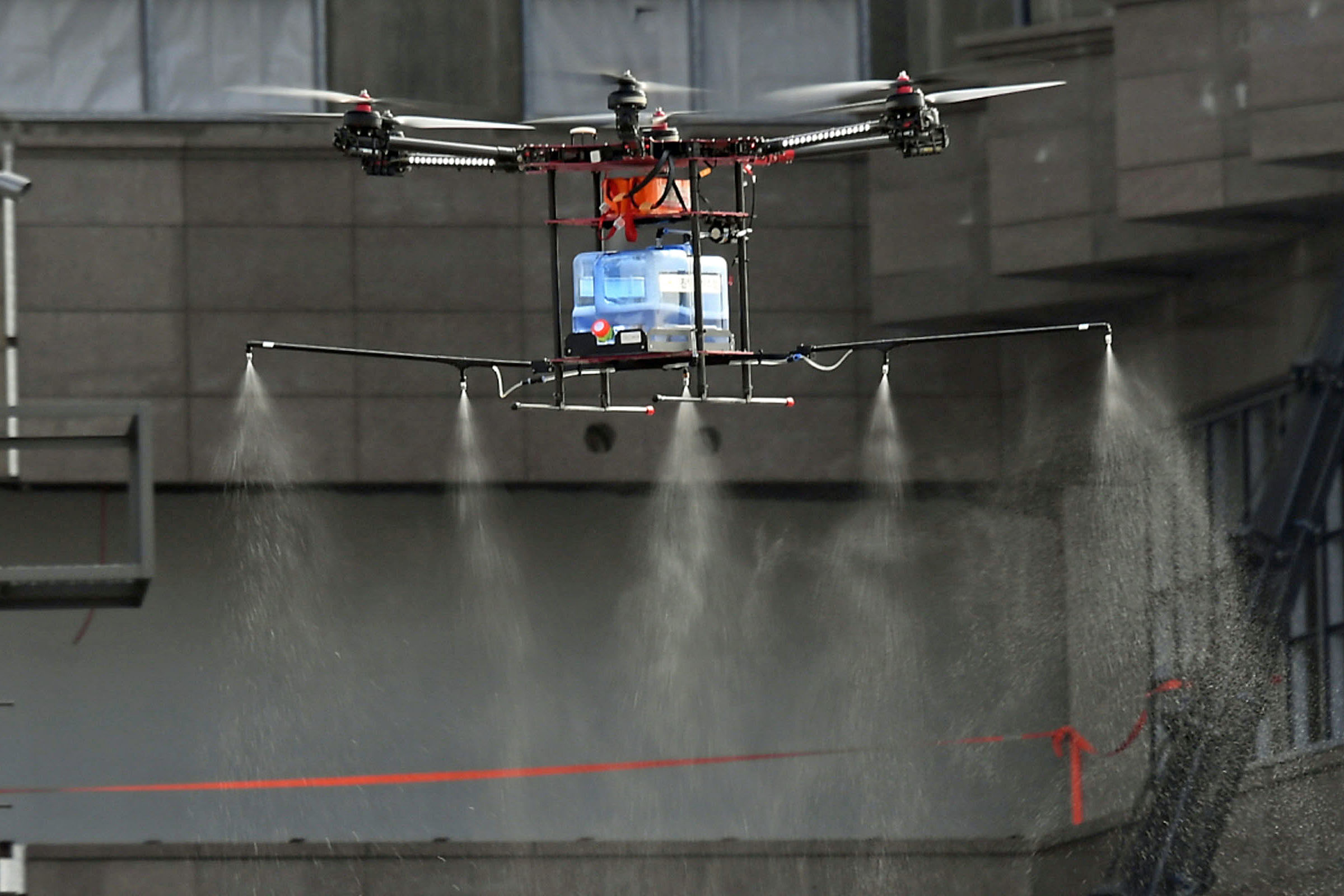
Desinfektions-Multicopter (Hexacopter) während der Coronavirus-Pandemie 2020 in Seongnam, Gyeonggi-do

Multicopter bzw. Multikopter (griechisch πτερόν, pteron, Feder, Flügel) sind mit Akku und Elektromotoren betriebene Luftfahrzeuge, die über mehrere (meist vier) koaxial angeordnete, senkrecht nach unten wirkende Rotoren bzw. Propeller Auftrieb erzeugen, und durch Neigung des Gesamtflugkörpers auch Vortrieb und andere Bewegungen. Ähnlich wie Doppelrotor-Hubschrauber stabilisieren sich Mehrflügler über paarweise gegenläufige gleichgroße Rotoren statt wie übliche Helikopter einen mit Verbrennungsmaschine angetriebenen Hauptrotor über einen um 90° zur Drehachse geneigten kleinen Heckrotor zu kontern. Dieser muss über eine Welle vom Hauptrotor angetrieben werden, die Steuerung erfolgt über Verstellung aller Rotorblätter. Dieser mechanische Aufwand entfällt beim Einsatz von mehreren Elektromotoren, die präzise angesteuert werden können und nahezu synchron laufen, damit die Fluglage ruhig ist.
Flugmanöver erfolgen bei Multikoptern durch kurzzeitige und mittelfristige Veränderungen der Motordrehzahlen. Lässt man die hinteren Rotoren etwas schneller laufen wird das Heck angehoben und eine Schräglage eingenommen, dann lässt man auch die vorderen Rotoren schneller laufen. Damit hat man ein Kräfteparallelogramm bei dem eine Komponente weiterhin den nötigen senkrechten Auftrieb bereitstellt, und eine waagrechte Komponente erzeugt wunschgemäß Vortrieb. Das Fluggerät beschleunigt bis der Luftwiderstand der eingesetzten Zusatzleistung entspricht, dann erfolgt gleichmäßiger Vorwärtsflug. Abbremsen, Rückkehr in den Stillstand sowie Seitwärtsbewegungen werden sinngemäß umgesetzt. Drehbewegungen erfolgen durch asymmetrische Ansteuerung einzelner Rotoren.
Ausgehend vom einfachen Drehflügler, bei dem die Fremdworte helix und pter als Helico-pter kombiniert wurden, spricht man je nach Anzahl der Rotoren auch von Quadrocoptern (vier Rotoren), Hexacoptern (sechs) oder Octocoptern (acht). Eine weniger übliche Bauform ist der Tricopter (drei Rotoren). Weitere Sonderformen existieren, sind jedoch üblicherweise Machbarkeitsstudien, der Massenmarkt wurde durch Vierflügler erschaffen.
Es gibt unbemannte Multicopter, umgangssprachlich auch „Drohnen“ genannt, die für Freizeit, Luftaufnahmen, kleinere Transporte und militärische Zwecke genutzt werden, siehe unten. Autonome Flugtaxis sollen Flugpassagiere befördern ohne dass ein Sitzplatz für einen Piloten sowie Instrumente usw. geopfert werden muss.
Häufigster Einsatz ist für Aufnahmen, Fotos oder Film, mit hochauflösender (Full HD, 4K) Speicherung im Fluggerät, bei zeitgleichem Senden des aktuellen Bildausschnittes in geringerer Auflösung an das Steuergerät am Boden. Die Ausrichtung der Kamera wird durch kardanische Aufhängung mit aktiver Ansteuerung über drei Achsen von den teils hektischen Flugbewegungen abgekoppelt, das Bild bleibt weitgehend stabil. Das Halten einer festen Flugposition trotz Seitenwind o. ä. wird durch GPS sowie durch zusätzliche Kamerasensoren nach unten bewerkstelligt. Weitere Sensoren wie Ultraschall sollen im Nahfeld Kollisionen verhindern und die Landung sanft gestalten. Sonderfunktionen erlauben automatisierte Flugmanöver wie das Umkreisen einer Person, einer Burg ö.ä., sowie die Verfolgung eines Radfahrers oder Bergsteigers. Damit können Laien Aufnahmen erstellen wie früher nur Profis aus Hubschraubern.

## Technik

### Antrieb
Bei Multicoptern werden die Propeller meist direkt durch bürstenlose Gleichstrommotoren angetrieben. Diese sind als Außenläufer oder Innenläufer ausgelegt und am äußeren Ende von Auslegern befestigt. Der Einsatz von Impellern ist möglich, aber selten. Es gibt Modelle, die einen Impeller als zentralen Hauptantrieb haben.
Da außer den Motoren keine mechanischen Teile wie Servomotoren, Gestänge und Rotorköpfe notwendig sind, ist diese Bauweise mechanisch einfacher zu realisieren als ein Hubschrauber. Andere Bauweisen benutzen einen mechanischen Kreisel, dessen Abweichungen zur Ausgangslage etwa über Hall-Sensoren aufgenommen werden (Inertiales Navigationssystem).

### Konfigurationen
Multicopter werden meist in konventioneller {\displaystyle +}-Konfiguration sowie {\displaystyle \times }-Konfiguration bzw. H-Konfiguration (siehe Abbildungen in der Tabelle) aufgebaut.:47 Die {\displaystyle +}-Konfiguration ist weitverbreitet und ermöglicht eine einfache Ansteuerung, bei der für Änderungen in der Längs- und Querachse jeweils nur ein Motorenpaar angesteuert wird. Bei der {\displaystyle \times }- oder H-Konfiguration sind die Motoren um 45° zur Flugrichtung versetzt. Hier sind für eine Rotation um Längs- oder Querachse alle vier Motoren gleichzeitig anzusteuern. Zudem wird bei Foto- und Videoaufnahmen die Flugrichtung nicht durch einen Propeller verdeckt.
Im Gegensatz zu üblichen Multicoptern sind bei Cyclocoptern die Rotationsachsen der Rotoren waagerecht angeordnet. Der Anstellwinkel der Rotorblätter muss während jeder Rotorumdrehung zyklisch verstellt werden. Dies ist ein Nachteil im Vergleich zu Multicoptern, bei denen der Anstellwinkel der Rotorblätter während der Rotation unverändert bleibt.
Die folgende Tabelle zeigt einige Konfigurationen von Multicoptern. Im Diagramm werden drei Farben verwendet: Grau stellt den Rahmen des Multicopters dar. Lila zeigt die im Uhrzeigersinn drehenden Rotoren, in Grün die gegenläufigen Rotoren.
| Typ          | Anzahl Rotoren | Konfiguration    | Diagram | Anmerkungen |
| ------------ | -------------- | ---------------- | ------- | --- |
| Quadrocopter | 4              | × -Konfiguration |         | |
| Quadrocopter | 4              | H -Konfiguration |         | |
| Quadrocopter | 4              | + -Konfiguration |         | |
| Hexacopter   | 6              | × -Konfiguration |         | Bietet eine eingeschränkte Ausfallsicherheit. |
| Hexacopter   | 6              | + -Konfiguration |         | Bietet eine eingeschränkte Ausfallsicherheit. |
| Octocopter   | 8              | × -Konfiguration |         | Bietet eine hohe Ausfallsicherheit. |
| Bicopter     | 2              | – -Konfiguration |         | Bei Bicoptern, welche lediglich aus zwei in einer vertikalen Achse gelagerten Motoren bestehen, können noch weitere Bauteile eingespart werden. Die Steuerung erfolgt durch die entsprechende Beschleunigung der Rotorblätter zur gezielten Schuberzeugung während einer Umdrehung. |
| Tricopter    | 3              | Y -Konfiguration |         | Bei Tricoptern, die durch Beschränkung auf drei Motoren Gewicht und Bauteile sparen, wird die Gierachse, die mit drei Motoren alleine nicht steuerbar wäre, durch einen von einem Servo geschwenkten Motorträger angesteuert.                                                       |

### Energie

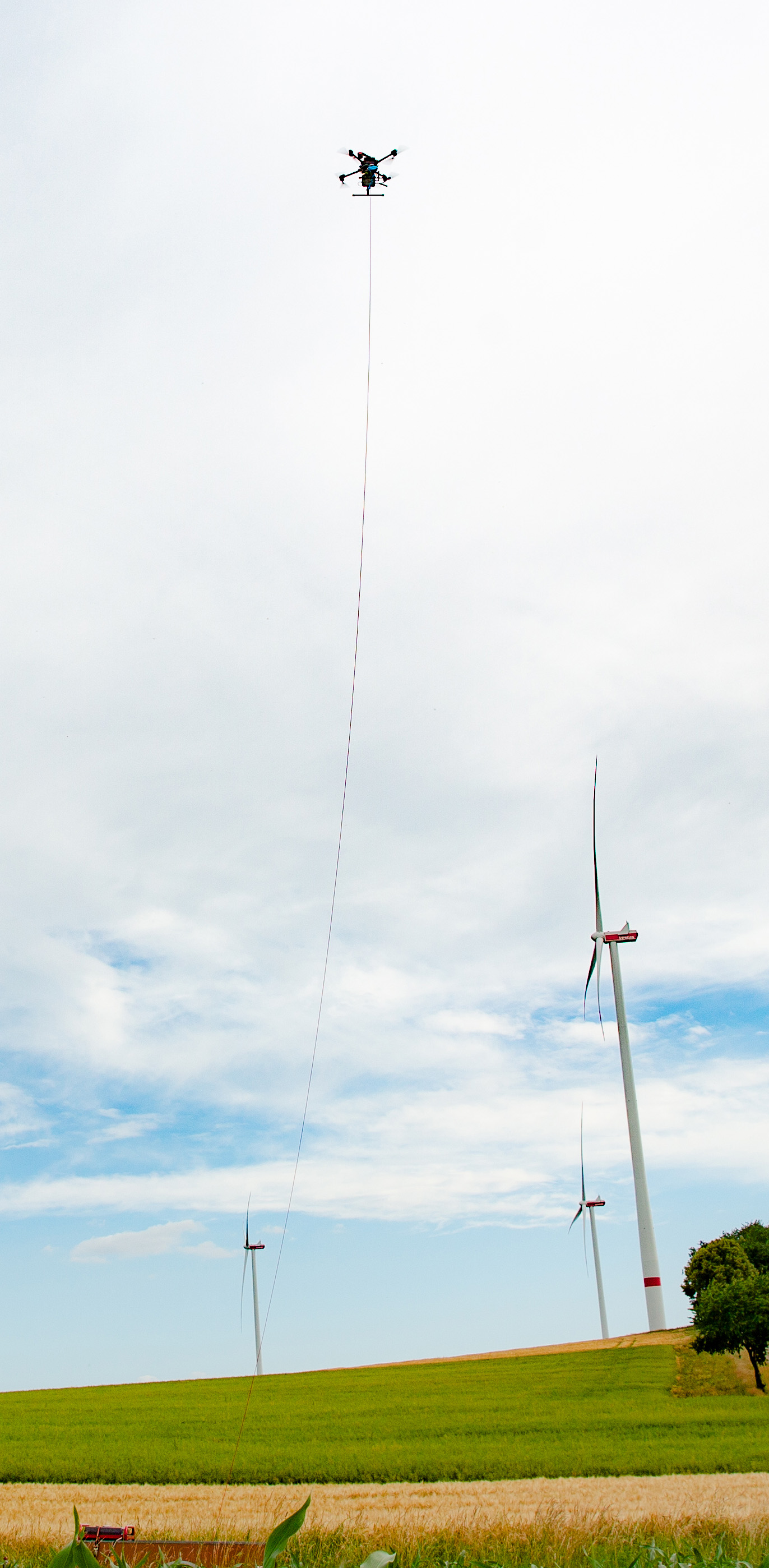
Multicopter Kite75 und Tether Ground Station Avior im angebundenen Flug

Die Flugzeit eines Multicopters ist ein Kompromiss aus mitgeführter Energiekapazität und Startgewicht. Geringere Abfluggewichte ermöglichen längere Flugzeiten, reduzieren aber das Einsatzspektrum. Die Flugzeit wird von mehreren Faktoren beeinflusst. Geringere Umgebungstemperaturen führen zu veränderten Entladeraten der Akkuzellen. Starke Winde müssen mit der vorherrschenden Windgeschwindigkeit gegen die Maximalgeschwindigkeit des Luftfahrzeugs gegengerechnet werden, wodurch sich ein höherer Energieverbrauch ergibt, um die Position zu halten.
Üblicherweise liefern Lithium-Polymer-Akkumulatoren oder Lithium-Eisenphosphat-Akkumulatoren den Strom für die Motoren. Selten erfolgt die Energieerzeugung über einen Verbrennungsmotor im Hybridbetrieb. Eine weitere Betriebsart ist der kabelgebundene Flug, sogenanntes „Tethering“, bei dem die Energiezufuhr vom Boden aus erfolgt. Dies reduziert zwar den Einsatzradius massiv, ermöglicht jedoch quasi unbegrenzte Flugzeiten, etwa für die Überwachung einer Großbaustelle.

### Steuerung

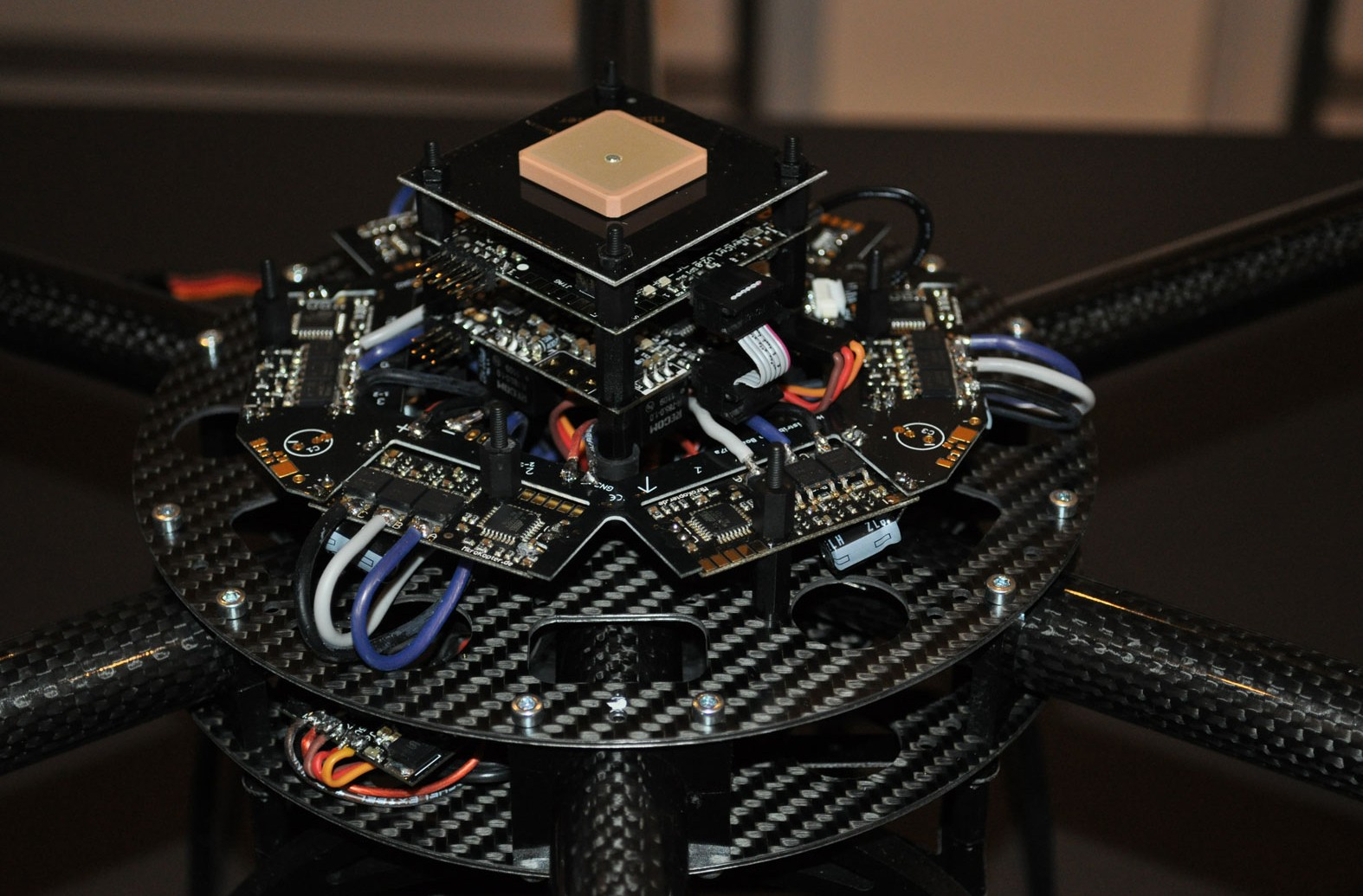
Steuereinheit eines Multicopters: oben das GPS-Modul, darunter das Navi-Board, gefolgt von der FlightControl mit den Gyroskopen zur Stabilisierung, im äußeren Kranz die Brushless-Motor-Regler

Im Gegensatz zu herkömmlichen Hubschraubern verwenden Multicopter zur Steuerung keine mechanischen Komponenten wie Taumelscheiben und Verstellpropeller. Änderungen des Auftriebs erfolgen ausschließlich durch Erhöhung oder Verringerung der Motordrehzahl. Wird die Drehzahl aller Motoren gleichzeitig erhöht bzw. verringert, steigt bzw. sinkt der Multicopter.:48
Bei Multicoptern drehen sich jeweils zwei Propeller im und gegen den Uhrzeigersinn. Dadurch heben sich die von den Propellern auf das Traggestell übertragenen Drehmomente auf, solange die Summe der Kräfte der links- bzw. rechtsdrehenden Propeller gleich ist und die Kräfte sich somit neutralisieren.:48 Die Drehung des Multicopters um die Hochachse (Gierachse) erfolgt dadurch, dass die links- und rechtsdrehenden Propeller mit unterschiedlicher Drehzahl angesteuert werden. Die Neutralisierung des Drehmoments wird aufgehoben, sodass sich der Multicopter um die Gierachse dreht.:48
Drehungen um die Längsachse (rollen) bzw. Querachse (nicken) erfolgen durch die unterschiedliche Ansteuerung der auf der jeweils anderen Achse liegenden Motoren. Dabei ist die Drehzahl der links- bzw. rechtsdrehenden Motoren umgekehrt proportional zu verändern, damit die Summe der von ihnen erzeugten Drehmomente gleich bleibt.

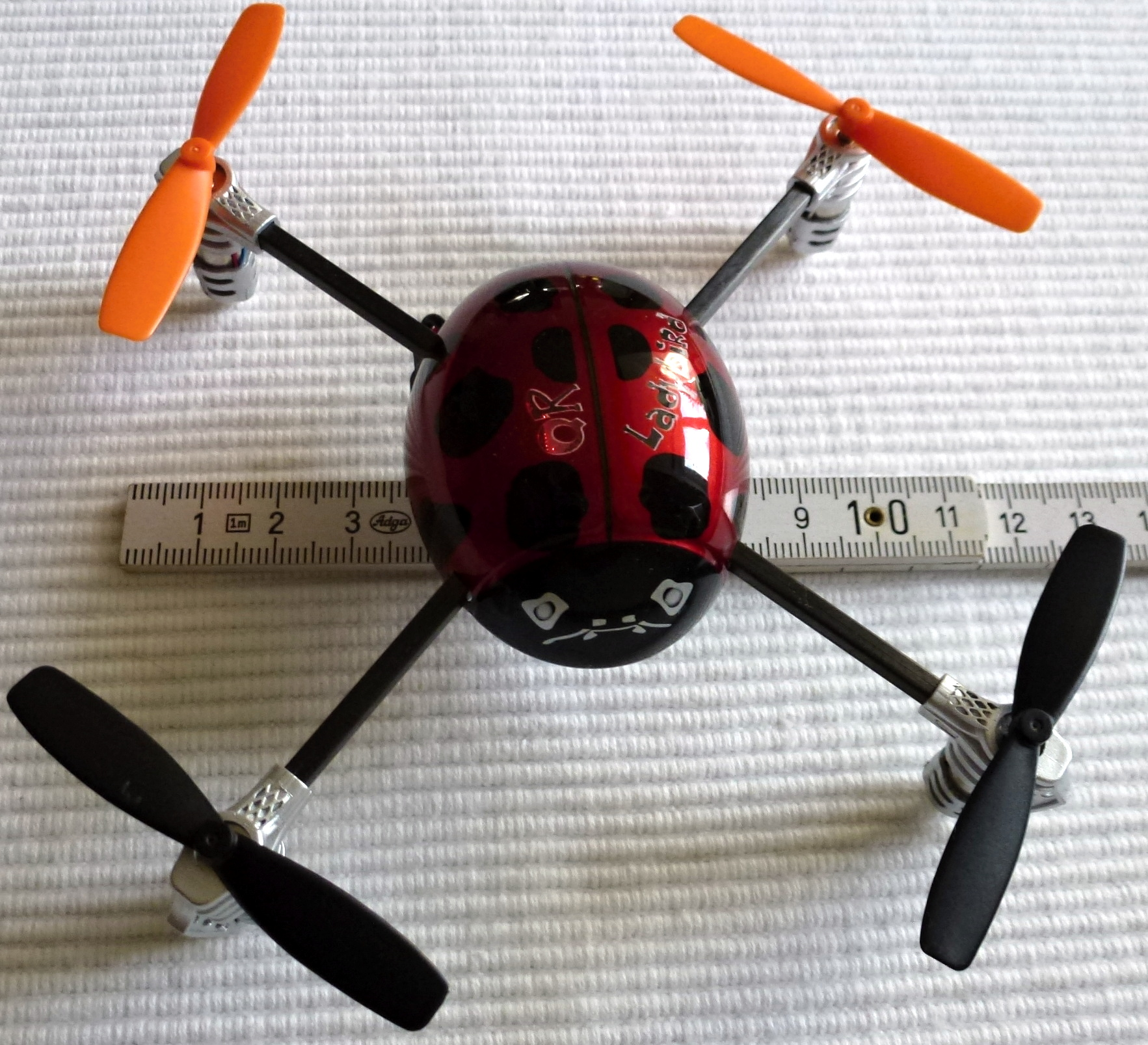
Kunstflugfähiger Mini-Quadrocopter in x- bzw. H-Konfiguration, schwarze Propeller = vorne

### Sensorik

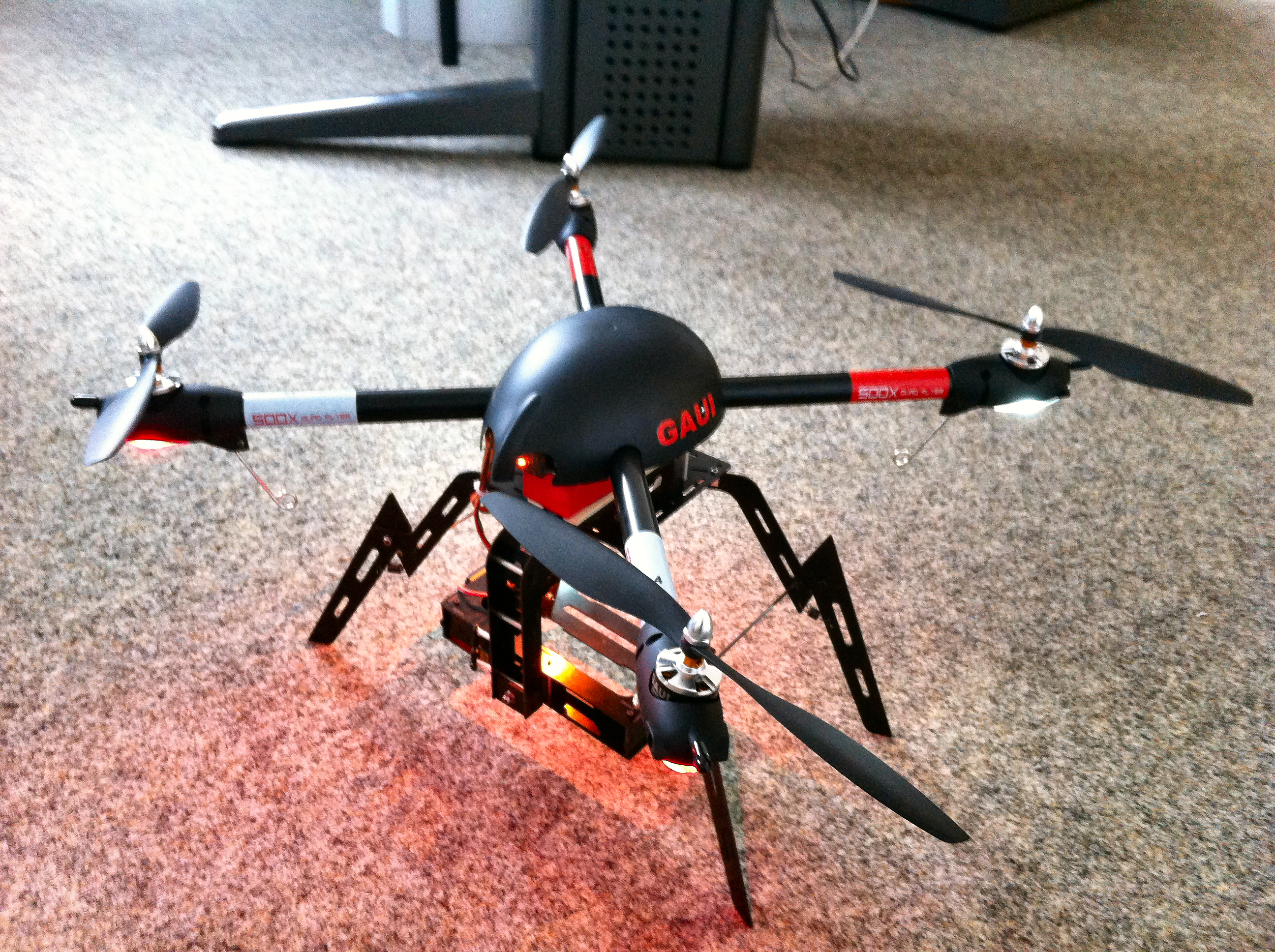
Ein kleiner Quadrocopter mit rein elektronischer Stabilisierung

Grundlage für die Weiterentwicklung der Modell- und UAV-Multicopter sind Fortschritte in der Elektronik und Sensorik, die auf dem Markt ab etwa 2000 verfügbar waren und ab 2004 in Serienmodellen erschienen: Leistungsfähige Mikrocontroller werten die Daten von Gyroskopen aus und können so Kippmomente – die höher und plötzlicher auftreten als bei Hubschraubern, da der Auftriebsschwerpunkt meist in der Rotorebene liegt – automatisch ausregeln.
Dabei kommen Gyroskopsensoren auf Piezo-Basis oder MEMS (microelectromechanical systems) zur Messung der Winkelgeschwindigkeiten zum Einsatz, die vom Prozessor zur Drehzahlregelung der Elektromotoren benutzt werden, womit das Fluggerät stabil fliegt. Nach heutigem Stand der Technik sind MEMS-Gyros vorteilhaft, da Piezo-Sensoren auf unterschiedliche Witterungen und Temperaturunterschiede im Flug (Sonne und Schatten) reagieren können, was zu einem unruhigen Flug führen kann.

#### Abstandsmessung
Mittels Höhenmesser wird die Flughöhe über Grund (above ground level) gemessen. Um Abweichungen in der Messung auszuschließen, kommen häufig auch Lidar-Sensoren zum Einsatz. Diese können zusätzlich in allen Dimensionen um den Multicopter blicken und so Abstandsmessungen zu Hindernissen in alle Richtungen vornehmen.

#### Kompass
Mittels Kompass kann die Blick- bzw. Flugrichtung des Multicopters an den Bediener übermittelt werden.

#### Satellitennavigation
Durch den Einsatz von GNSS-Modulen ist es bei vielen Modellen möglich Wegpunkte (waypoints) zu setzen. Die gesetzten Punkte werden mitsamt den Karten an den Multicopter übertragen. Dieser beginnt den autonomen Abflug der einzelnen Wegpunkte und kann automatisiert Aufgaben erledigen. Für mehr Sicherheit im gesteuerten Flug, sorgt ein GNSS-gestütztes Return-To-Home, das bei Empfangsverlust den Multicopter autonom zum Homepoint fliegen und landen lässt.

## Entwicklung

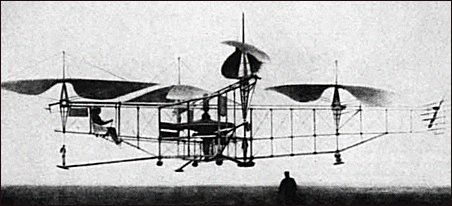
Œhmichen No. 2 (1922)

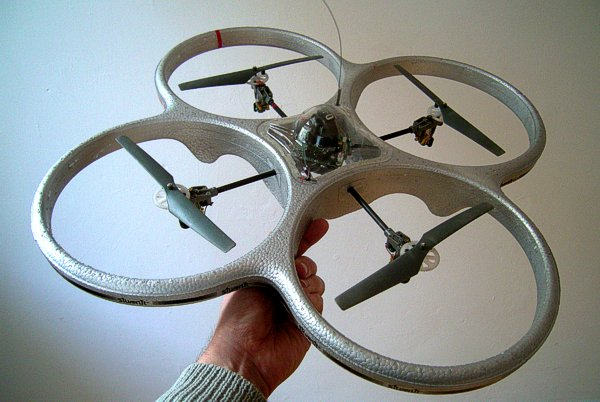
Quadrocopter mit mechanischem Gyroskop zur Stabilisierung

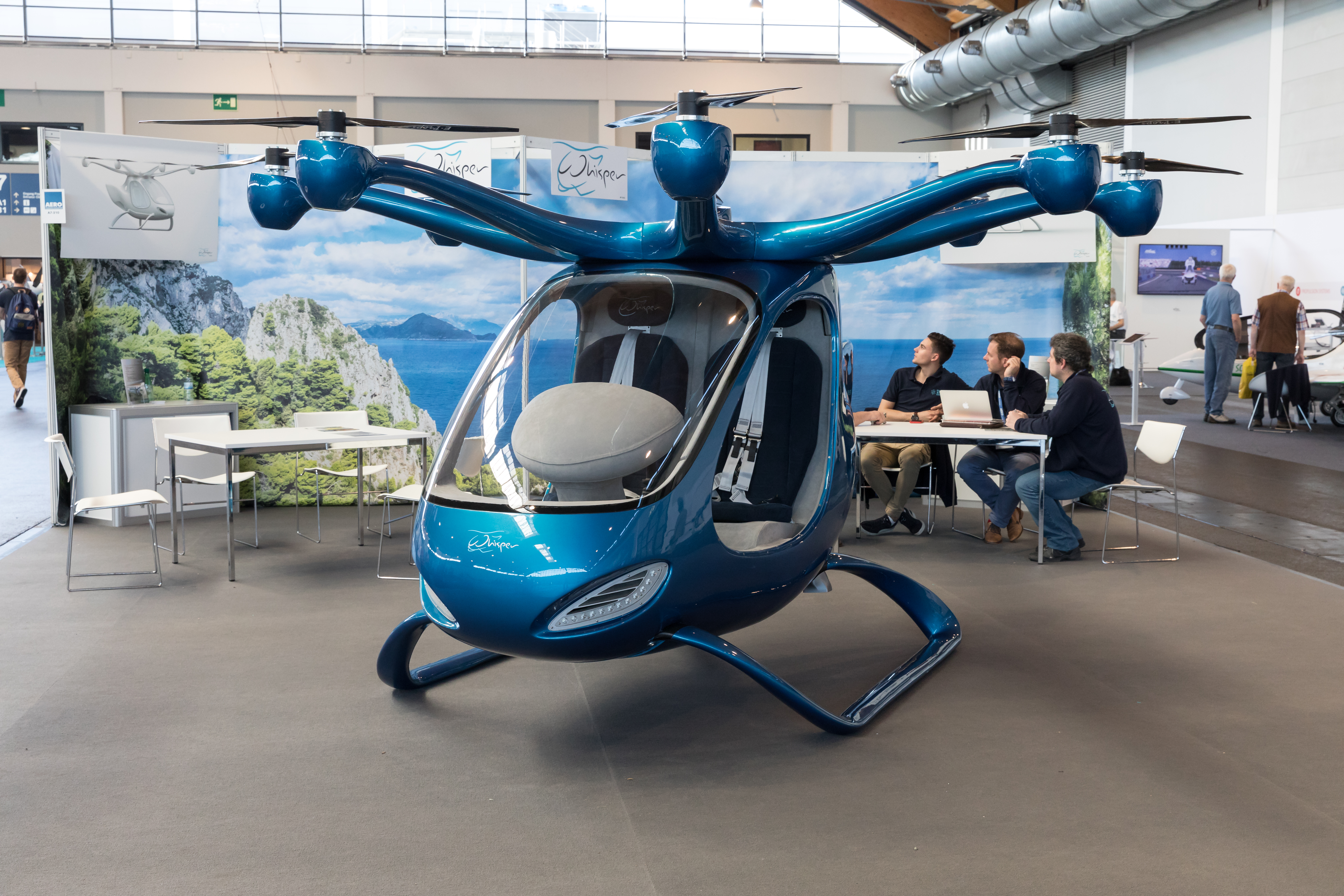
EAC Whisper

Zu Beginn der Entwicklung von Hubschraubern wurde häufig eine Vielzahl von Rotoren eingesetzt, da man etwa eine Steuerung mittels Taumelscheibe noch nicht praktisch umsetzen konnte. Der französische Luftfahrtpionier Étienne Œhmichen hatte schon ab 1920 mit Drehflügeln experimentiert, bevor sich am 11. November 1922 erstmals sein Oehmichen No. 2 in die Luft hob. Bei diesem frühen Multicopter waren die vier Rotoren elastisch, und ihr Anstellwinkel konnte durch Verschränkung über Seilzüge verändert werden. Daneben wurden weitere acht waagerecht wirkende Propeller für Stabilisierung und Vortrieb eingesetzt, da die Rotoren noch nicht präzise genug steuerbar waren. Das Oehmichen No. 2 gilt als der erste zuverlässige Senkrechtstarter, absolvierte mehr als 1000 Flüge und erreichte am 4. Mai 1924 Rekorde mit einer Flugzeit von 14 Minuten und einem Kilometer Kreisflug.
Mit der Entwicklung von Taumelscheibe und Heckrotor-, Tandem- und Koaxial-Bauweise verschwand die Multicopter-Bauweise aus dem Blickfeld der Entwickler. Erst mit dem allgemeinen Interesse für VTOL-Fahrzeuge in den 1950er Jahren flogen wieder Quadrocopter:
- Convertawings A von 1956, für die US-Armee, mit Gitterrohrrahmen, zwei Motoren und Riemenantrieb.
- Beim Curtiss-Wright VZ-7AP von 1958 wurden die Rotoren von einer zentralen Turbine angetrieben. Die Steuerung erfolgte über den Anstellwinkel der Rotoren und über verstellbare Leitbleche im Abgas-Strahl der Turbine.
- Die einsitzige Aerotechnik WGM 21, die 1969 in Deutschland als Prototyp flog.
- Im Oktober 2011 stellte die Startup-Firma Volocopter einen personentragenden, elektrisch angetriebenen Multicopter mit 18 Rotoren vor.[2]
- Im April 2017 bei der Aero-Friedrichshafen[3] stellte die französische Firma EAC den zweisitzigen, elektrisch angetriebenen Octocopter EAC-Whisper vor.[4]

## Einsatz

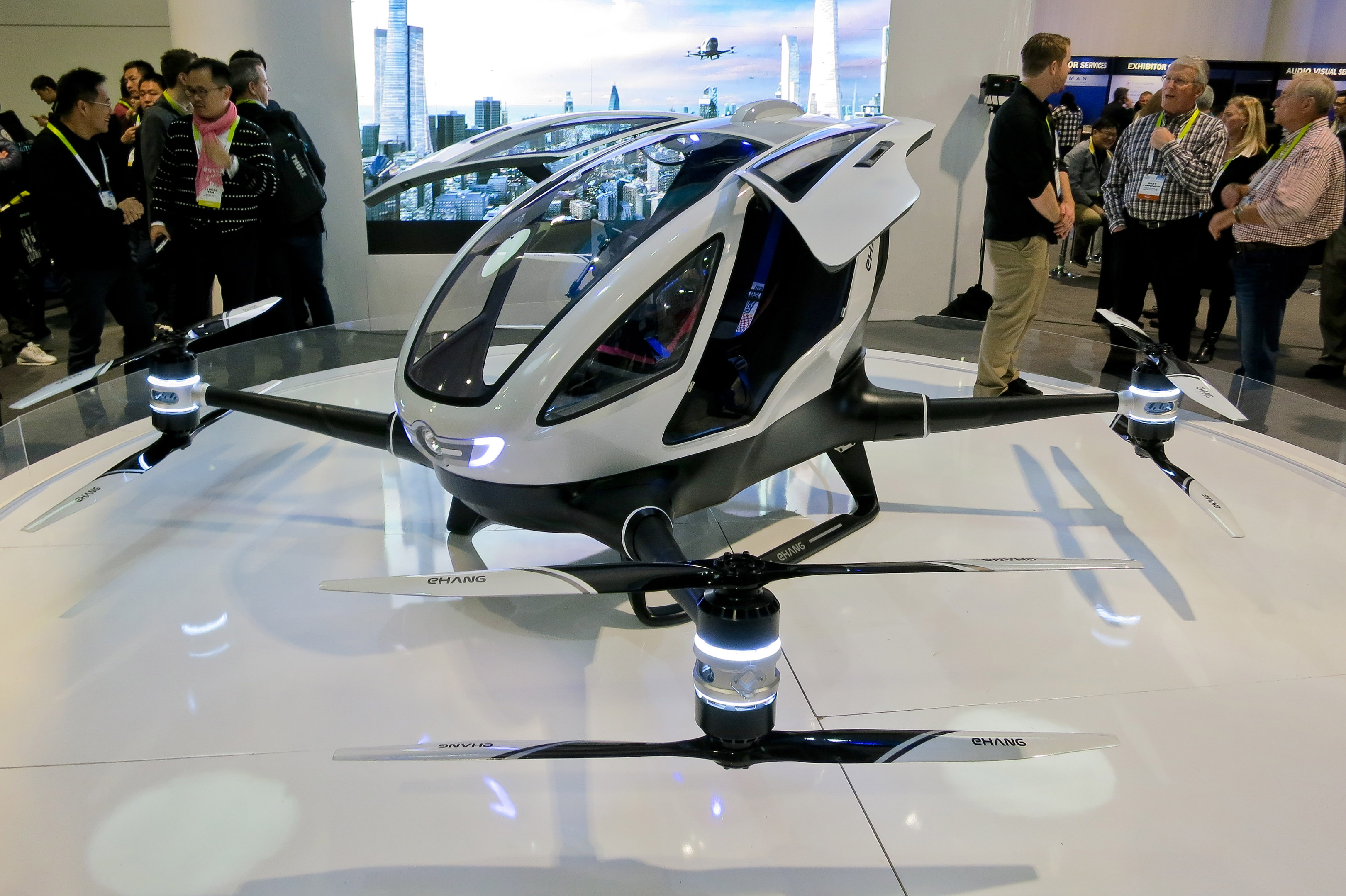
Die Transportdrohne Ehang 184 ist in der Lage, einen Menschen zu transportieren

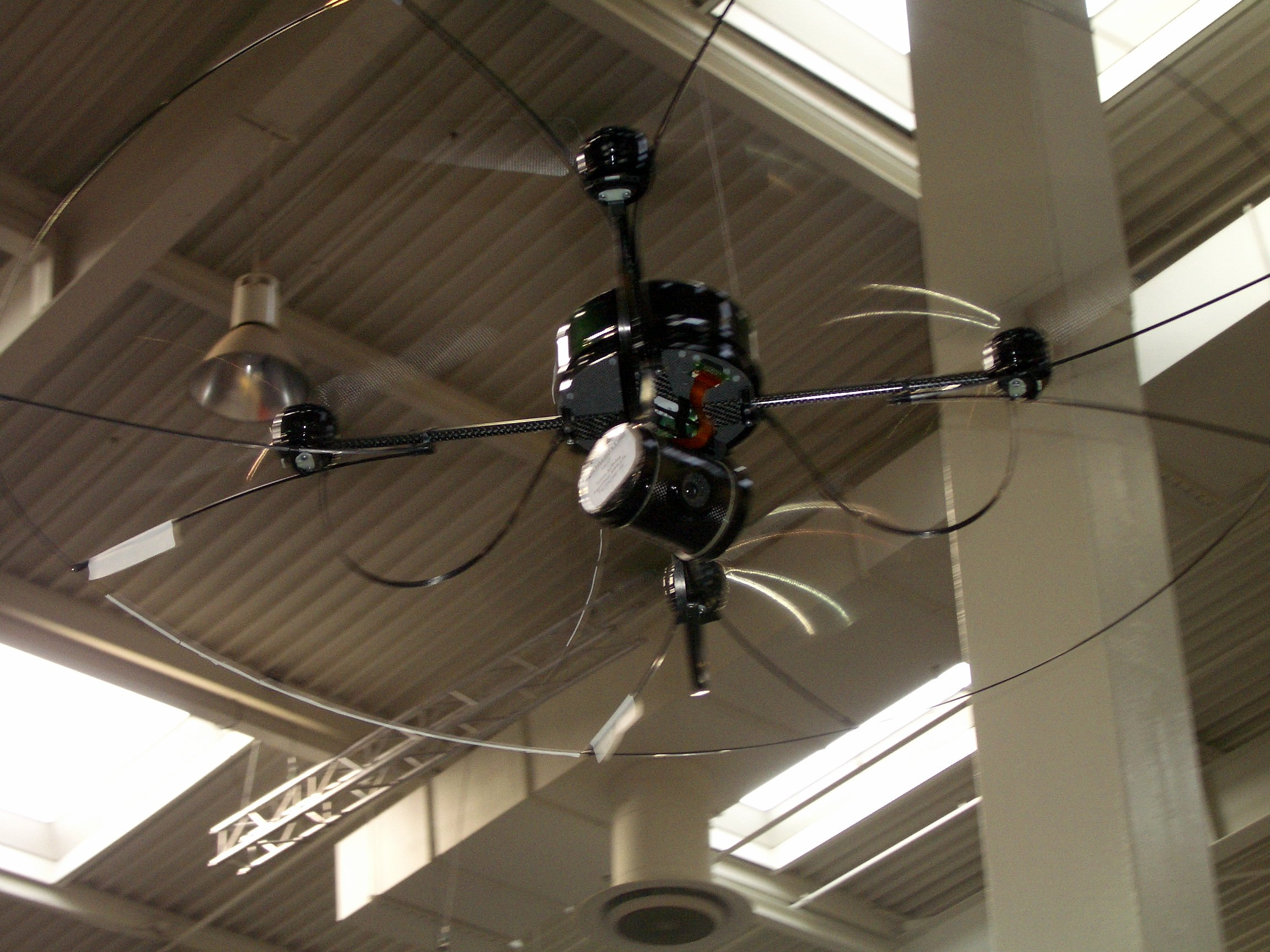
Drohne Mikado, am Stand der Bundeswehr auf der CeBIT 2006, eine Kamera tragend

Nach den Versuchskonstruktionen in den 1950er Jahren wurden lange Zeit keine weiteren personentragenden Multicopter entwickelt. In Kombination mit der autonomen Betriebsmöglichkeit unbemannter Multicopter gibt es jüngst jedoch Entwicklungen, die den Einsatz von Multicoptern zum Personentransport vorantreiben. Das chinesische Unternehmen Ehang beispielsweise baut mit der Ehang 184 eine autonom fliegende Transportdrohne für den Personentransport. Im aerodynamischen Sinne eines Rotors handelt es sich bei der Drohne um einen Multicopter. Die Drohne hat jedoch acht Propeller – je Motor einen oben und einen unten. Das Fluggerät hat ein Gewicht von 200 kg. Die maximale Traglast beträgt 100 kg. Entsprechend ist die Kabine für den Transport von einer Person gebaut. Mit einer Reisegeschwindigkeit von 100 km/h und einer Flugzeit von 23 Minuten liegt das anvisierte Einsatzgebiet bei kommerziellen (Luft-)Taxiunternehmen in Städten und deren Umgebung. Um, besonders in Ballungsräumen, Platz zu sparen, können die Rotorarme eingeklappt werden. In diesem Fall passt die Ehang 184 auf einen normalen Parkplatz. Dennoch findet sich die verbreitetste Anwendung der Multicopter in der Luftbildfotografie und -videografie.
Neben den kommerziell angebotenen Geräten mit Fernbetrieb entstehen auch vermehrt Privatprojekte und Eigenentwicklungen. Eine weitere Anwendung neben der Luftbildfotografie ist das Spaß- und Kunstfliegen. Fluggeräte hierfür basieren auf den gleichen Grundkomponenten, sind aber in Masse und Leistung anders konfiguriert. Zum Teil lassen sich die Multicopter im Hobbybereich (wie die Parrot AR.Drone) mittels des Bewegungssensors im Smartphone oder Tablet steuern, sodass die Bedienung schnell und intuitiv erlernbar ist. Auch beschäftigen sich verschiedene Hochschulen mit dem Konzept, um robuste und kostengünstige Versuchsobjekte zur Verfügung zu haben, etwa für die Forschung im Bereich des Schwarmverhaltens.
Im Zusammenhang mit FPV (First Person View) werden Multicopter auch als Sportgerät eingesetzt: Der normale FPV-Flug wird dabei mit einer FPV-Brille kombiniert. So sieht der Pilot aus der Sicht der Kamera seiner Drohne. Diese Sportart entwickelte sich zuerst in den USA, es gab aber auch in Deutschland schon diverse Wettbewerbe (Drohnen-Rennen).
Multicopter-Drohnen finden zudem ihren Einsatz im Militär. Neben den großen Drohnen, wie der General Atomics MQ-9, werden auch Multicopter militärisch eingesetzt. Diese dienen dann meist der Aufklärung in schwer zugänglichen Krisengebieten. Multicopter können aber auch außermilitärisch von Vorteil sein. Katastrophenopfer können dank der Tragkraft der Multicopter, die mehrere Kilogramm betragen kann, mit lebensnotwendigen Hilfspaketen versorgt werden, noch bevor die Rettungsteams vor Ort sein können. An anderer Stelle dienen Multicopter auch dazu, Häuserfassaden auf Risse zu untersuchen, um so mögliche Gefahren früher zu erkennen.
Im Dezember 2010 griff die deutsche Bundesverbraucherministerin Ilse Aigner das Thema Datenschutz bei Bildübertragung durch Drohnen auf. Sie vertrat die Auffassung, dass private Betreiber „rechtlich schnell an Grenzen stoßen“ würden. Ein Sprecher des Bundesdatenschutzbeauftragten erklärte, dass der Einsatz eine rechtliche Grauzone darstelle.
Im Rahmen des umstrittenen EU-Projekts INDECT wird auch der Einsatz von kamerabewehrten Drohnen zur „Erhöhung der Sicherheit“ der Bürger vor Kriminalität erforscht. Die Drohnen sollen Personen, die sich in der Öffentlichkeit „verdächtig verhalten“ haben, selbsttätig identifizieren und verfolgen und sind dafür miteinander per Funk vernetzt.
Im Jahr 2013 kündigten mehrere Versandunternehmen an, Paketauslieferungen mit Drohnen zu testen. Die Deutsche Post AG führte mit ihrem Paketservice DHL im Dezember 2013 einen Demonstrationsflug durch. Dabei wurden Medikamente mit einem Multicopter an Mitarbeiter der Deutschen Post geliefert. Inzwischen wird mit dem DHL-Paket-Multicopter die Insel Juist jeden Freitag mit Medikamenten und anderen dringenden Gütern beliefert. Es ist das erste kommerzielle Pilotprojekt dieser Art in Europa.

### Zwischenfälle
- Am 14. Oktober 2014 wurde bei einem Fußballspiel in Albanien eine Großalbanien-Flagge über das Spielfeld geflogen. Im Jahr 2015 wurde im Zusammenhang mit dieser Aktion ein Verdächtiger festgenommen.[12]

- Am 12. Oktober 2017 ist ein Passagierflugzeug am internationalen Flughafen von Québec mit einer Drohne kollidiert. Verkehrsminister Marc Garneau sprach von der ersten Kollision eines Passagierflugzeugs mit einer Drohne in seinem Land. Der Zusammenstoß verursachte nur kleinere Schäden am Flugzeug der Fluggesellschaft Skyjet, wie das kanadische Verkehrsministerium mitteilte. Dem Minister zufolge hätte der Unfall auch katastrophale Folgen haben können, wenn die Drohne mit dem Cockpit oder den Triebwerken kollidiert wäre. Die Drohne prallte in einer Höhe von 450 Metern mit dem Linienflugzeug zusammen.[13]

- Am 28. April 2018 musste laut Aussage des Piloten eines Polizeihubschraubers dieser vor der Landung bei der Kaserne Wien Meidling einer Drohne um ca. 17.30 Uhr in 200 m Höhe „in letzter Sekunde“ ausweichen. Die Drohne wurde daraufhin vom Eigentümer gelandet, der mit ihr in einem Auto wegfuhr. Der Helikopterpilot beobachtete dies und veranlasste die Anhaltung des Pkw und seines Lenkers aus Slowenien. Die laut Abbildung (30 cm Vergleichsmaßstab) samt Rotorkreisen etwa 90 × 90 cm große Drohne wog über 250 g und war entgegen der seit 2014 geltenden Pflicht nicht in Österreich genehmigt. Der Slowene gab an, die Drohne ausprobiert und wegen des ankommenden Helikopters gelandet zu haben. Der Helikopterpilot sagte, dass eine Drohne dieser Größe „im schlimmsten Fall“ zum Absturz des Helikopters führen kann.[14]

- Am 19. Dezember 2018 um 21 Uhr GMT wurde der Flugbetrieb auf dem Gatwick Airport vorübergehend eingestellt. Wiederholt wurden eine oder mehrere Drohnen über dem Flughafengelände gesichtet. Am 20. Dezember 2018 war kurzzeitig ein Flugbetrieb morgens um 3 Uhr für etwa 45 Minuten möglich. Danach wurde der Flugverkehr erneut eingestellt, da wieder mindestens eine Drohne gesichtet wurde.[15][16][17] Am 21. Dezember 2018 wurde um 11 Uhr der Flugbetrieb wieder aufgenommen,[18] allerdings nach der erneuten Sichtung einer Drohne um 17:10 Uhr Ortszeit für knapp eineinhalb Stunden erneut unterbrochen.[19][20] In der Folge wurden Störsender des britischen Militärs installiert, die einen sicheren Flugbetrieb erlaubten.[21]

- Am 26. Dezember 2018 wurde der Einsatz von Löschflugzeugen bei der Bekämpfung eines Buschfeuers in der Nähe der tasmanischen Hauptstadt Hobart durch eine Drohnensichtung abgebrochen. Die Löscharbeiten wurden danach vom Boden aus weitergeführt und beendet.[22]

- Am 8. Januar 2019 wurde der Flugbetrieb auf dem Flughafen London Heathrow wegen der Sichtung einer Drohne um ca. 18 Uhr für rund eine Stunde eingestellt.[23]

- 2019 sind außerdem zwei Logistikdrohnen der Schweizerischen Post und eine Drohne der Feuerwehr Duisburg abgestürzt.[24][25]

- Nach Angaben der Bundesregierung hat es im Jahr 2020 in Deutschland 110 Meldungen über Drohnensichtungen in der Nähe von Flughäfen gegeben. Bei 36 dieser Ereignisse musste der Flugbetrieb eingeschränkt werden, um die Sicherheit des Luftverkehrs zu gewährleisten. Bei 24 Ereignissen wurde der Flugbetrieb sogar zeitweise vollständig eingestellt.[26]

## Genehmigungspflicht
Mit dem 1. Januar 2021 ist eine neue Verordnung auf europäischer Ebene in Kraft getreten. Diese reguliert nun unbemannte Luftfahrzeuge in Betriebskategorien. Damit wurden die Bestimmungen zur Teilnahme im Luftraum angeglichen und der Betrieb im europäischen Ausland vereinfacht.

### Kennzeichnungspflicht

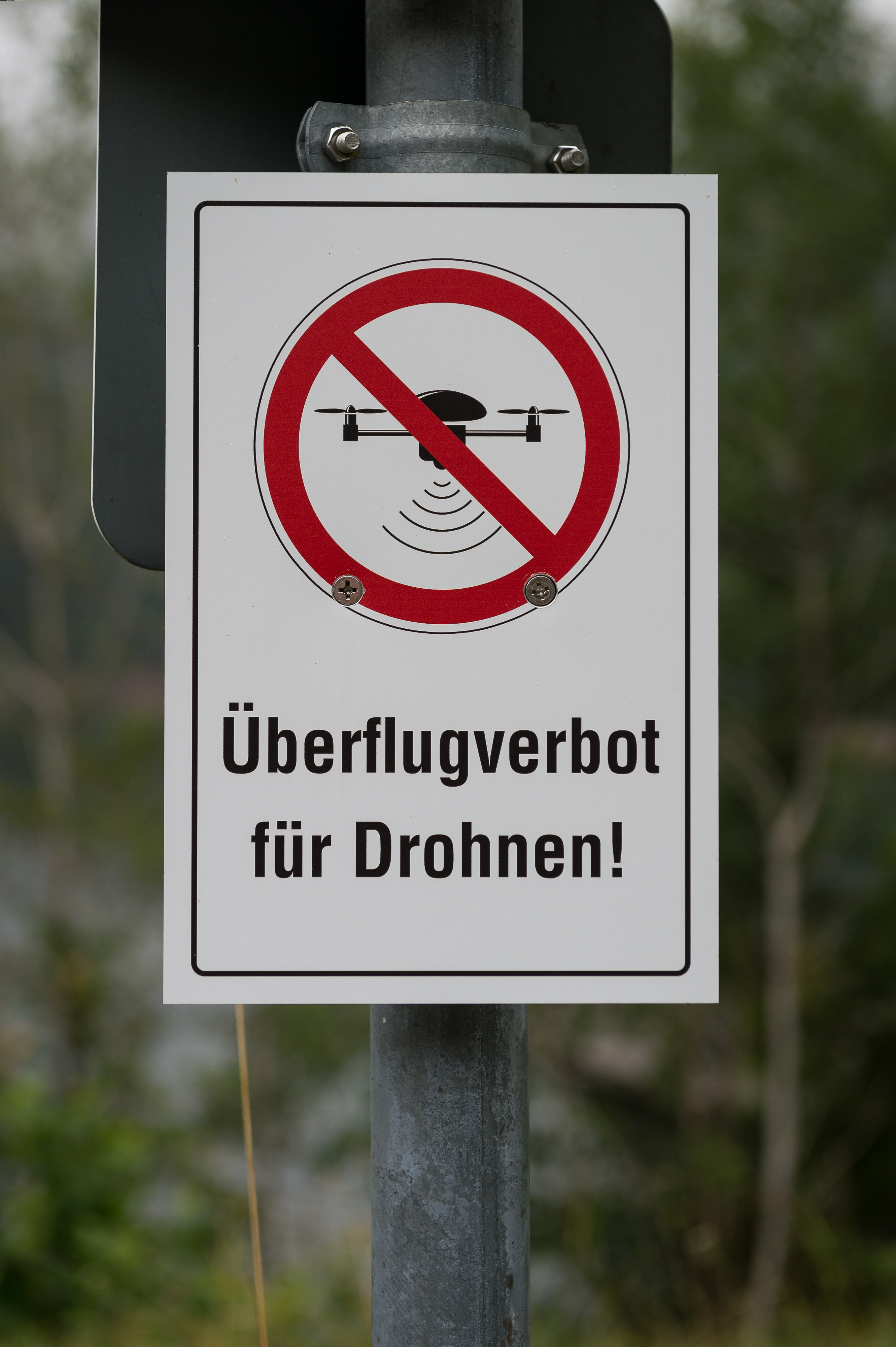
Drohnenflug-Verbotsschild an der Talsperre Kleine Kinzig im Schwarzwald

Piloten von unbemannten Luftfahrtsystemen mit einer Gesamtmasse von mehr als 5 kg bis maximal 25 kg ohne Verbrennungsmotor mussten in der Vergangenheit eine Allgemeinverfügung zur Erteilung der Erlaubnis zum Aufstieg als Erklärung abgeben. Auf Grundlage der neuen Betriebskategorien haben die Allgemeinverfügungen jedoch weitgehend an Bedeutung verloren.
Stattdessen sind nun alle Betreiber von Drohnen dazu verpflichtet, sich als UAS-Betreiber zu registrieren (in Deutschland ist das Luftfahrtbundesamt dafür zuständig), sofern die Drohne über eine Kamera (oder andere Sensoren zur Erfassung personenbezogener Daten) verfügt und/oder mehr als 249 Gramm wiegt.
Auch hinsichtlich einer Kennzeichnungspflicht wurden die Gesetze überarbeitet. Oktober 2017 bis Dezember 2020 musste jede Kameradrohne mit einer Abflugmasse von mehr als 0,25 kg mit einem Schild versehen werden, das die Adresse des Eigentümers aufführte. Dadurch sollte im Schadens- oder Verlustfall der Halter eindeutig ermittelt werden. Die Gesetzgebung sah vor, dass die Plakette feuerfest, sichtbar und dauerhaft befestigt sein musste.
Im Rahmen der EU-Vereinheitlichung, die in Deutschland im Januar 2021 in Kraft gesetzt wurde, muss sich der Betreiber registrieren und nur noch die Identifikationsnummer (e-ID) an der Drohne anbringen, die er im Zuge der Registrierung zugewiesen bekommt. Ein feuerfestes Material für die Kennzeichnung ist nicht mehr vorgeschrieben.  Für neue Drohnen ist vorgesehen, dass sie sich per Funk identifizieren lassen.

### Schweiz
Flugobjekte bis 25 kg dürfen bei Sichtkontakt generell ohne Genehmigung betrieben werden, wobei ein Drohnenführerschein verlangt wird. Der Betrieb mittels technischen Hilfsmitteln ist gestattet, wenn eine zweite Person das Flugobjekt beobachtet und im Zweifelsfall in die Steuerung eingreifen kann. Multicopter dürfen nur mit mindestens 100 m Abstand zu einer Menschenansammlung betrieben werden. Weiterhin dürfen Fluggeräte nicht näher als 5 km zu einer Piste eines Flugplatzes geflogen werden.
Der Betreiber eines Multicopters über 500 g muss eine Haftpflichtversicherung im Umfang von mindestens einer Million Schweizer Franken abschließen.
Die Schweiz plante, die EU-Regeln zu übernehmen.
Aufgrund der Annahme einer Motion durch das Parlament ist die Übernahme der EU-Verordnung 2019/947 bis auf weiteres verschoben.

## Muskelkraftflug
Von den Muskelkraft-Hubschraubern sind Gamera (I) (2011), Gamera (II) (2012) und Atlas (2013) Quadrocopter. Da Vinci III, der 1989 abhob, hat jedoch nur einen Rotor.

## Rundfunkbeiträge
- Maximilian Schönherr: Regeln für den unteren Luftraum – Heute schon gedrohnt?, Deutschlandfunk – „Wissenschaft im Brennpunkt“ vom 21. Januar 2018 und dem Überflug von St. Lambertus (Immerath)